# Grzegorz Polkowski
Grzegorz Edward Polkowski (ur. 1983 w Warszawie) – polski niewidomy pływak, srebrny i brązowy medalista igrzysk paraolimpijskich.
Zawodnik klubu IKS Warszawa. Jego trenerem jest Waldemar Madej.
Medale na paraolimpiadzie dla Polski zdobywał w roku 2004 (srebro) i 2008 (brąz).

## Odznaczenia
- Srebrny Krzyż Zasługi – 2008[1]